# Верх-Бобровка (Залесовский район)
Ве́рх-Бобро́вка — упразднённое село в Залесовском районе Алтайского края России. Входило в состав Большекалтайского сельсовета.

## География
Село находилось в верхнем течении реки Бобровка.

## История
Село основано в 1910 году. Вначале была деревня Верх-Боброва, которая также носила название деревня Бесова, село Бесово, затем поселение именовалось как посёлок Верх-Бобровка. Народная этимология объясняет ойконим и причину переименования деревни: «Старики говорят, что ехал однажды урядник, а кругом одни лога, вот и сказал он, что бесам одним тут жить. Назвали Бесово». (Доказано, что в основе названия лежит антропоним Бесов, деревня была названа по фамилии одного из первых поселенцев). Негативное значение слова послужило поводом для переименования села. Жители не хотели связывать место жительства с бесами, что стало основой переименования. Село получило название от местоположения — верхнего течения реки Бобровка, притока Оби.
Перед революцией 1917 года действовала мануфактурная, мелочная лавки, был хлебозапасный общественный магазин.
После Гражданской войны, к 1926 году в селе работал сельский совет, была школа, изба-читальня, лавка.
Упразднено 10 ноября 2009 года

## Население
| 1997 | 1998 | 1999 | 2000 | 2001 | 2002 |
| ---- | ---- | ---- | ---- | ---- | ---- |
| 97   | ↘71  | ↘62  | →62  | ↘55  | ↘1   |

В Списке населённых мест Томской губернии за 1911 год говорится, что в посёлке Верх-Бобровка Талицкой волости насчитывается 180 дворов, проживают 478 мужчин и 439 женщин.
Согласно Списку населённых мест Сибирского края за 1928 год в поселке Верх-Бобровка 238 дворов, в них мужчин — 584, женщин — 632.